# Engelmann-fügekaktusz
Az Engelmann-fügekaktusz (Opuntia engelmannii) a szegfűvirágúak (Caryophyllales) rendjébe és a kaktuszfélék (Cactaceae) családjába tartozó faj.

## Előfordulása
Texas és Arizona kertjeiben és az elhanyagolt tanyák vidékén gyakori fügekaktusz faj a Pecos folyótól nyugatra. Azokon a részeken, ahol irtják, kiszorult az utak mentére, és végigkíséri azokat a Big Bend Nemzeti Parktól egészen a Mojave-sivatag pereméig, illetve a hegyekben 1600 m magasságig. Mexikó északi részén is honos, elterjedési területe egészen Aguascalientes és San Luis Potosí államokig elnyúlik.
Hidegtűrő növény.

## Megjelenése

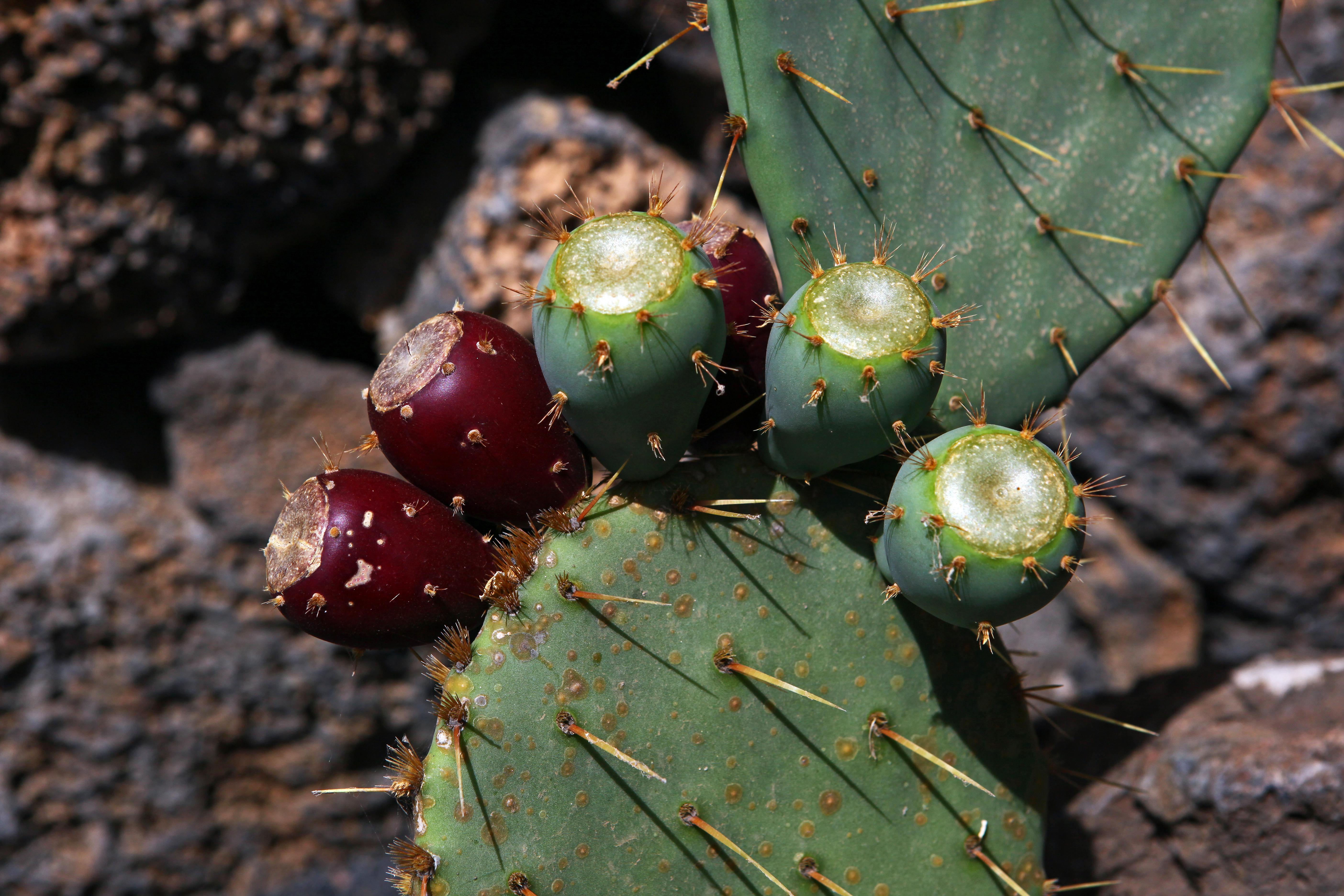
Az opuntia engelmannii gyümölcse

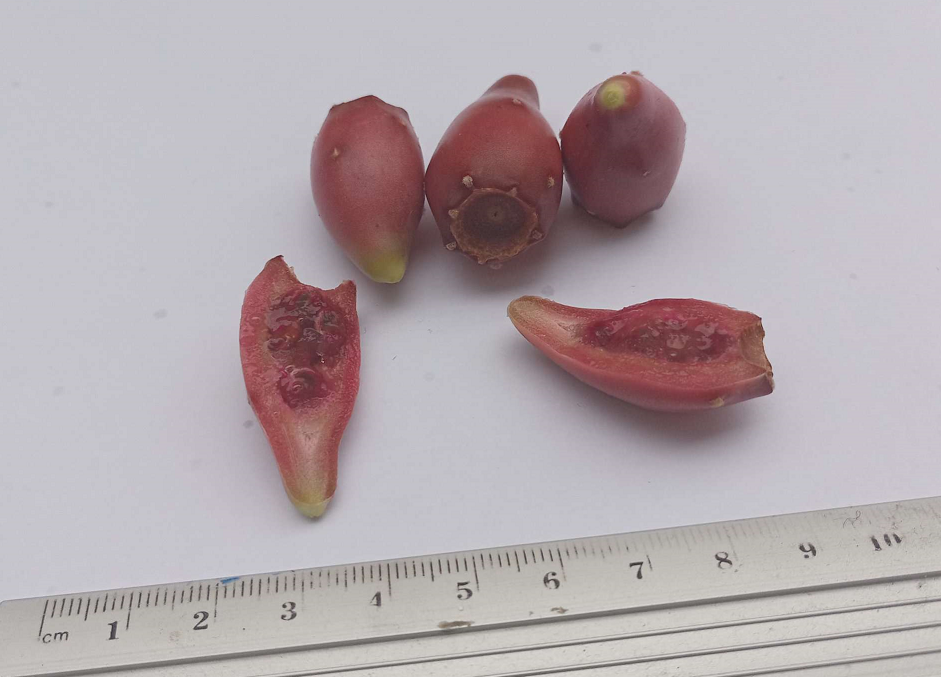
Engelmann-fügekaktusz gyümölcsei

Hazájában rendszeresen az O. phaecantha faj változatának tartják (var. discata).
Telepei 50–120 cm-re nőnek; hajtásai 25–30 cm-esek. A tövispárnák barnák, a tüskék 3–4-esével fejlődnek. Sárga virágainak átmérője kb. 8 cm. Már április-májusban tömegével virágzik.
Körte alakú termései ősszel érnek, 3,5–4 cm-esek. Éréskor sötét barnáslilára színeződnek. Délkelet-Arizonában ízletes „töviskörtének” nevezett gyümölcse kedvelt csemege, amiért ültetvényeken termesztik, de vadon tenyésző bokrainak terméseit is gyűjtik. Cukorka, zselé és más csemegék alapanyaga.

## Változatai

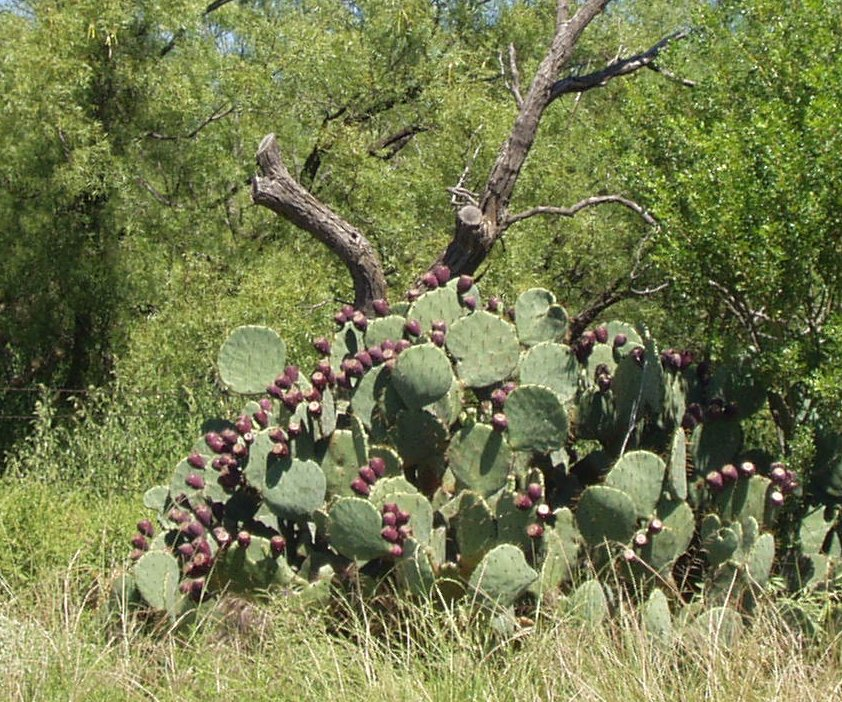

Gyakran önálló fajnak tekintett változata a Lindheimer-fügekaktusz (Opuntia engelmannii var. lindheimeri, avagy Opuntia lindheimeri Engelmann). Ezt először 1836-ban Texasban írták le; azóta Texas száraz vidékeiről átterjedt Louisiana államba is. Nagy méretű kaktusz, a föld fölött hengeres törzset nevelő, kifejlett példányai elérhetik a 3–3,5 m-es magasságot. A gyümölcsök nyár végétől szeptemberig érnek. Az ovális, 2–7 cm-re növő termések húsa szaftos, savanykás-édes ízű, bene sok a kemény mag. Az indiánok ősi gyümölcse, frissen eszik, vagy szirupot, gyümölcslét készítenek belőle. A madarak is szívesen fogyasztják. 